# Ahold Delhaize
Koninklijke Ahold Delhaize N.V. (нідерландською мовою буквально «Королівський Ahold Delhaize»), відомий просто як «Ahold Delhaize», - нідерландсько-бельгійський транснаціональний холдинг з роздрібної та оптової торгівлі. Його назва походить від злиття компаній Ahold (нідерландська) та Delhaize Group (бельгійська), що об'єдналися і утворили сучасну Ahold Delhaize. Його бізнес-формат включає супермаркети, магазини біля дому, гіпермаркети, онлайнові продуктові магазини, магазини непродовольчих товарів, аптеки та винні магазини. У 16 локальних брендах компанії працюють 402 000 людей у 7716 магазинах у дев'яти країнах. Дві третини доходів холдингу припадає на США.
Світова штаб-квартира Ahold Delhaize знаходиться в Зандамі, на північ від Амстердама. Серед інших країн, де працює Ahold Delhaize, - Чехія, Греція, Люксембург, Румунія, Сербія та США. Компанія також бере участь у спільних підприємствах в Індонезії та Португалії.
Акції Ahold Delhaize котируються на біржі Euronext Amsterdam (тикер: AD). Генеральним директором Ahold до виходу на пенсію у 2018 році був Дік Бур, а Франс Мюллер, колишній генеральний директор Delhaize Group, змінив Діка Бура, після того, як раніше працював під керівництвом Діка Бура, на посаді заступника генерального директора, директора з інтеграції та виконуючого обов'язки операційного директора компанії Delhaize America.
Ahold Delhaize є одним з найбільших ритейлерів продуктів харчування та витратних матеріалів у США через регіональні дочірні компанії. Компанія має понад 2 000 магазинів різних брендів у 23 штатах.